# Malham Tarn
Der Malham Tarn ist ein See in der britischen Grafschaft North Yorkshire.
Er hat einen Durchmesser von etwa 800 Metern und liegt in den Yorkshire Dales. Die Entfernung zum Ort Malham, nach dem er benannt ist, beträgt etwa 4 Kilometer. Der See ist glazialen Ursprungs, wurde 1791 künstlich vergrößert und ist Zentrum eines gleichnamigen Naturschutzgebiets. Bei einer Fläche von 62 ha ist er maximal 4,4 Meter, im Durchschnitt nur 2,4 Meter tief. Da er sich in einem Gebiet mit stark kalkhaltigem Gestein befindet, ist sein Wasser deutlich alkalisch mit einem pH-Wert von 8.22.
Mit 377 m Höhe wird er manchmal als höchstgelegener See Englands bezeichnet, wird aber zum Beispiel vom Innominate Tarn übertroffen. Jedoch gilt er als der höchstgelegene kalkreiche See des Landes.
Der Malham Tarn inspirierte Charles Kingsley zu seinem Roman The Water Babies (Die Wasserkinder).

## Einzelnachweise

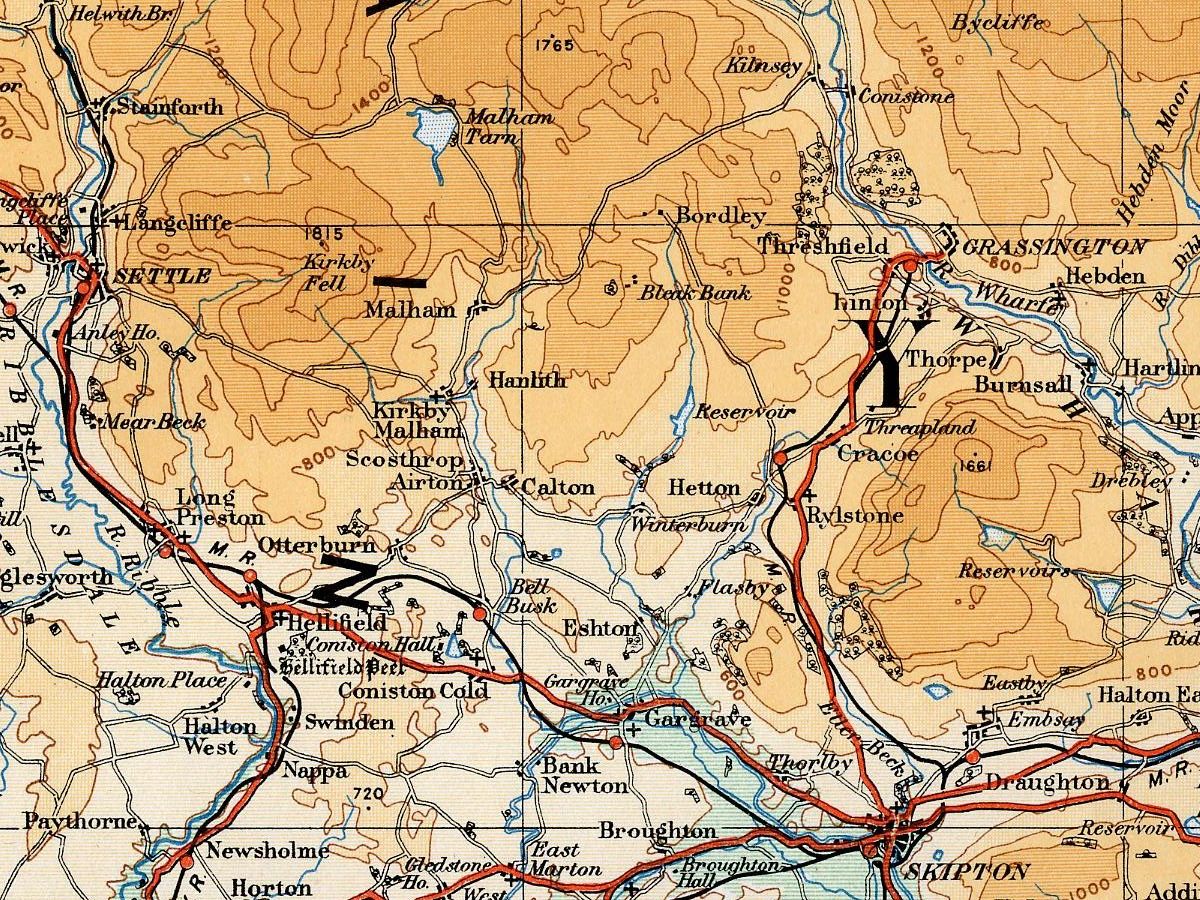
Topographische Karte